# Ludwik Jan Nepomucen Sułkowski
Ludwik Jan Nepomucen Sułkowski herbu Sulima (ur. 14 marca 1814 w Bielsku, zm. 18 lutego 1879 tamże) – VI książę bielski (VI Herzog von Bielitz) z magnackiego rodu Sułkowskich, syn Jana Nepomucena Sułkowskiego i Luizy von Larisch-Nimsdorf. Brat Maksymiliana Sułkowskiego.

## Życiorys

### Dzieciństwo i młodość

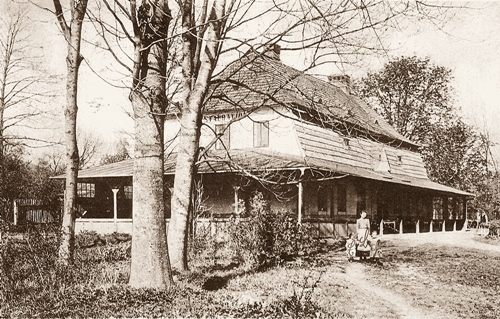
Folwark Wilhelma (Wilhelmshof)

Był synem Jana Nepomucena Sułkowskiego i Luizy von Larisch-Nimsdorf, miał brata Maksymiliana Sułkowskiego. Dzieciństwo spędził na bielskim zamku, gdzie wychowany był w duchu polskim. Tam też rozpoczął naukę gimnazjalną. Było to w czasie, gdy od 1824 jego ojca (za niegdysiejszą działalność pronapoleońską) więziono w habsburskim areszcie, pozbawiając tytułu szlacheckiego i praw do majątku. Od 1826, na jego życzenie, edukację kontynuował w Bochni, w środowisku polskiej arystokracji. Jednak władze austriackie i ciotka Julianna Metternich z domu Sułkowska (1776–1839) wolały wychować młodzieńca w duchu niemieckim. Ich staraniem w 1829 został przeniesiony do gimnazjum w Cieszynie, gdzie złożył egzaminy końcowe. Od jesieni tegoż roku rozpoczął kształcenie w wiedeńskim Theresianum. Czas ten przypadł na uwięzienie i śmierć ojca w twierdzy Theresienstadt.
Z konieczności wstąpił do armii habsburskiej. Pamiętny losów ojca, służbę traktował zapewne jako zło konieczne, obce mu były takie pojęcia jak austriacki patriotyzm i wierność dynastii. Rozpoczął ją w 1834 jako chorąży (Fähnrich) w 30. Galicyjskim Pułku Piechoty Laval Graf Nugent von Westmeath, stacjonującym we Lwowie, ze sztabem w Cieszynie. W 1837 służył w stopniu podporucznika (Unterlieutenant) w 4. Pułku Ułanów Kaiser Ferdinand, ze sztabem w Alt-Arad na Węgrzech. Rok później, nadal w randze podporucznika, przebywał w tym samym pułku ze sztabem w Grosswardein (Oradea) gdzie zakończył służbę. Pełnoletniość uzyskał w 1835, a pełne prawa do bielskiego fideikomisu w roku następnym. Przejął księstwo bielskie z dużym zadłużeniem, w trakcie sekwestracji majątku. zapoczątkowanej po uwięzieniu ojca. Ponadto, 5 sierpnia 1836, sytuację skomplikował wielki pożar miasta. Zniszczeniu uległo pierwsze i drugie piętro oraz wieża zamku, jak również przyległe budynki, w tym kaplica, teatr, gorzelnia i stajnie zamkowe. Wówczas na swą siedzibę obrał skromny Folwark Wilhelma (Wilhelmshof) w Olszówce Górnej. Po przejęciu dóbr niezwłocznie przystąpił do reformy majątku i odbudowy zamku.

### Rewolucjonista i emigrant
Mimo tytułu arystokratycznego, wiosną 1848, zaangażował się w wydarzenia Wiosny Ludów, po stronie rewolucjonistów. Porwały go demokratyczne idee paneuropejskie, które owładnęły Europą, a jego głównym celem była walka z despotyzmem, reprezentowanym przez monarchię i wprowadzenie demokratycznych reform. Zaangażował się w tworzenie na terenie Bielska Gwardii Narodowej, której został komendantem. Jesienią stanął na czele Bielskiego Towarzystwa Demokratycznego, które głosiło ideę utworzenia z Austrii republiki, zjednoczenia krajów niemieckich i włączenia do Niemiec Śląska Austriackiego. 15 października, po wybuchu trzeciego powstania w Wiedniu (6 października), zebrało się w Bielsku zgromadzenie ludowe, na którym podjęto decyzję o wysłaniu ochotników do stolicy. 17 października późnym wieczorem bielski oddział, liczący od 125 do 200 gwardzistów, pod dowództwem księcia Ludwika Sułkowskiego, dołączył na stacji kolejowej w Ostrawie do innych gwardzistów zmierzających z Oderbergu do Wiednia. W godzinach nocnych pociąg dotarł do Napajedli za Kromieryżem, gdzie wojska cesarskie bez trudu rozbroiły słabo wyposażonych gwardzistów. Sułkowski został zamknięty pod strażą w karczmie, skąd zbiegł, pod osłoną nocy. Choć brak na ten temat szczegółowych informacji, za antypaństwowe wystąpienie został zaocznie skazany na karę więzienia. 2 grudnia 1848 nałożono kolejny sekwestr na bielski majątek. Dalsze konsekwencje wydarzeń 1848 przyniósł rok następny, kiedy to w wyniku przeprowadzonych przez nowego cesarza Franciszka Józefa I reform, dotychczasowy system administracyjny monarchii uległ likwidacji. Zniesiono stare struktury feudalne, przestało formalnie istnieć księstwo bielskie – zastąpił je powiat zarządzany przez starostę. Ludność nie podlegała już zarządowi książęcemu, a książę – powiernik fideikomisu, stał się jednym z obywateli miasta i podporządkowany został w wielu kwestiach władzy samorządowej.
Sułkowski, wyznaczywszy plenipotentów, udał się na emigrację do Szwajcarii. Zamieszkał w Rorschach nad Jeziorem Bodeńskim, skąd udał się do Stanów Zjednoczonych Ameryki. 14 października 1852 przybył statkiem „Radius” do Nowego Jorku. Następnie przeniósł się do Albany, a potem do Harrisville, nieopodal jeziora Bonaparte, gdzie osiadł na pewien czas. W 1855 wyjechał dalej na południe, do odległego o 40 kilometrów New Bremen, zwanego też Dayanville. Przez cały czas pobytu w Ameryce zajmował się farmerstwem i, jak wykazują spisy rolne i ludnościowe, znacząco rozwinął swój tutejszy majątek, który przed powrotem do Europy przekazał fundacji zajmującej się rannymi w wojnie secesyjnej, a później gminie New Bremen na cele szkolne. Nadzorował również na Starym Kontynencie, dzięki stałym kontaktom z pełnomocnikami, rodzinny majątek i przebudowę bielskiego zamku. Za datę rozpoczęcia jego remontu należy przyjąć rok 1850. W 1851 prowadzono prace wykończeniowe we wnętrzu kaplicy, którą konsekrowano cztery lata później nadając jej wezwanie św. Anny.

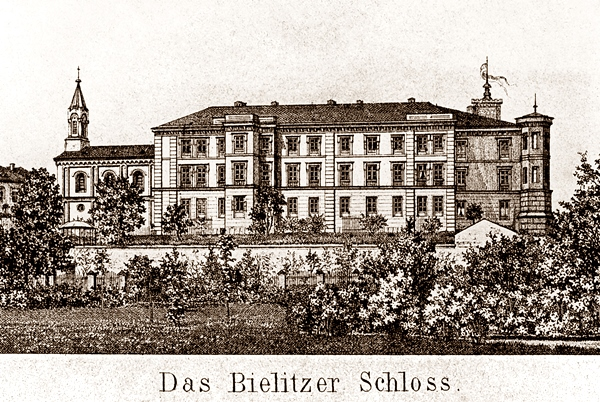
Zamek w Bielsku po przebudowie w latach 1850–1864

Do Europy powrócił w 1861, a do Bielska w 1864, kiedy to zwieńczono wieżę zamkową blankowaniem. Do końca życia zajmował się administrowaniem swych dóbr, które oddłużył oraz dokończył modernizację wnętrz zamku i jego otoczenia. Przy pomocy leśniczego Ignaza Molla doprowadził również do planowego zarządzania gospodarką leśną w książęcych rewirach leśnych. Pod koniec 1866, po wojnie prusko-austriackiej, która dotknęła również Bielsko, przez kilka miesięcy przebywał w Paryżu, w środowisku polskiej emigracji. W 1873 udekorował zamek z okazji jubileuszu cesarza Franciszka Józefa I. W ostatnich latach życia podupadł na zdrowiu, zmarł na bielskim zamku 18 lutego 1879. Został pochowany w krypcie, odbudowanej przez siebie, kaplicy zamkowej.
Według miejscowej prasy Ludwik miał charakter introwertyczny, cechowały go spokojne usposobienie i pracowitość, nie obnosił się z ekskluzywnością swego stanu, był człowiekiem niezwykle otwartym i uprzejmym dla wszystkich, bez względu na pochodzenie społeczne. Odczuwalna powściągliwość była cechą przyrodzoną jego charakteru. Siły życiowe czerpał z obcowania z naturą, większość wolnego czasu poświęcał ulubionemu sportowi rodzinnemu, jakim było polowanie. Zajmował się również działalnością filantropijną, z czym jednak się nie afiszował.

### Życie prywatne

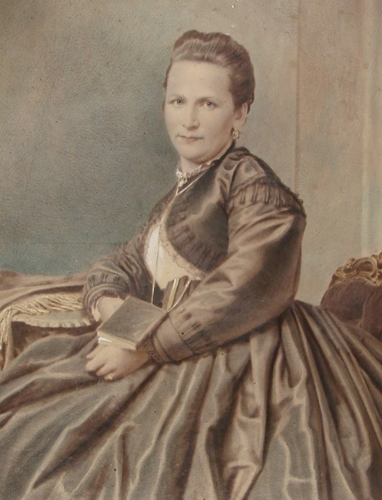
Księżna Maria Sułkowska z domu Gemperle

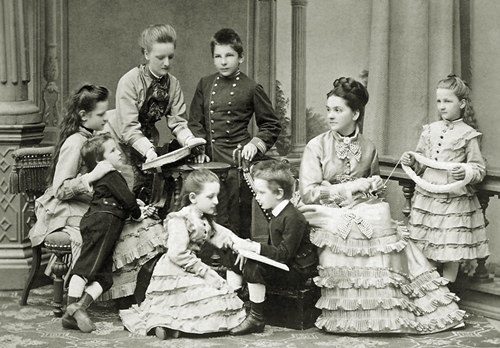
Portret zbiorowy dzieci Ludwika i Marii Sułkowskich (Antonina, Gabriela, Paulina, Taida, Wanda, Edgar, Stanisław, Wiktor. Na fotografii brak Ludwika, Alfreda i Aleksandra Edwarda), fotografia z około 1875–1877

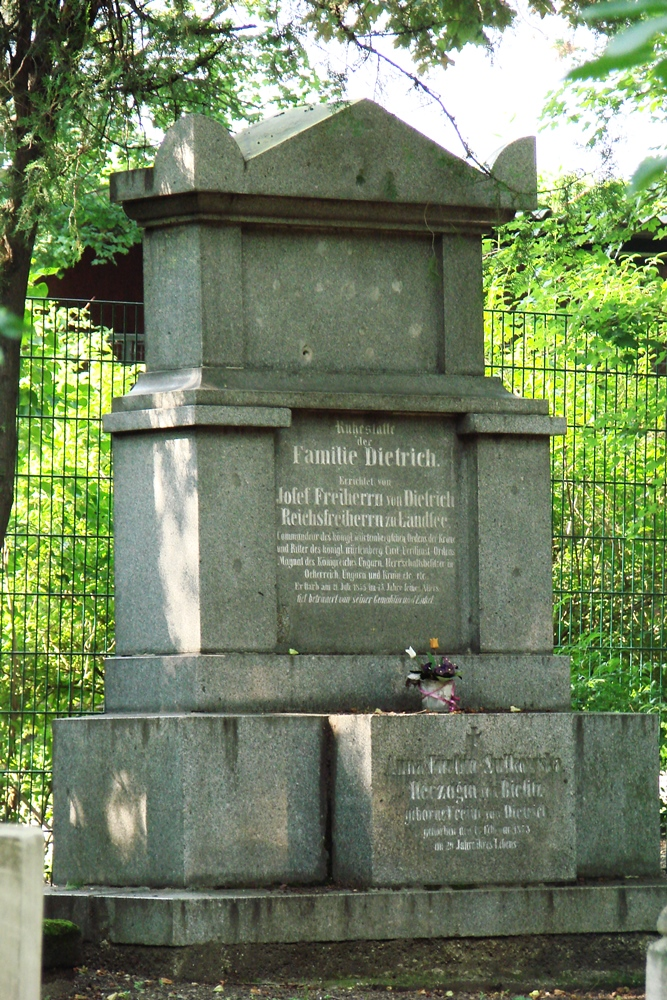
Grobowiec księżnej Anny Sułkowskiej i jej ojca barona Józefa Dietricha, Waldmilerpark w Wiedniu

Ludwik Sułkowski był w związku z trzema kobietami. W trakcie służby wojskowej na Węgrzech jego kochanką została Maria Harry (córka królewskiego notariusza z Lugos), która przybyła z nim do Bielska i zamieszkała w Folwarku Wilhelma. Tu też 29 maja 1841 urodziła nieślubnego książęcego syna, Ludwika Jana Harry (zm. 13 grudnia 1906 w Sebiș, potomkowie żyją do dzisiaj na terenie Rumunii), którego Sułkowski, mimo planów, nigdy nie legitymizował.
Maria oddaliła się wraz z dzieckiem, kiedy książę zaręczył się, z poznaną w Wiedniu baronówną Anną Elżbietą Franciszką von Dietrich (1823–1853), córką potentata finansowego, barona Josepha Dietricha (1780–1855) i Anny Clary Albiny z domu von Béra zu Biharfalva und Mezö Levagya. Ślub z Anną zawarł 2 października 1845 w kościele parafialnym pod wezwaniem św. Floriana w Matzleinsdorfie pod Wiedniem. 2 lutego 1848 Sułkowscy doczekali się pierworodnego potomka. Na chrzcie nadano mu imiona Józef Maria Ludwik (VII książę bielski, zm. 1920). Dzięki temu związkowi Sułkowscy, będąc jedynymi spadkobiercami Dietricha, weszli w posiadanie niebagatelnego majątku na terenie całej monarchii habsburskiej (m.in. w Matzleinsdorfie, Feistritz am Wechsel, Mürzzuschlag i Pankocie), administrowanego przez Ludwika do 1870, kiedy to uzyskał do niego pełne prawa ich syn, Józef Maria.
Sułkowski w szwajcarskim Rorschach – podczas emigracji – poznał młodszą o kilkanaście lat, jeszcze niepełnoletnią Marię Antonię Gemperle, córkę kupca Josefa Antona Gemperle i Marii Barbary Angehrn. Razem udali się do Ameryki. Kiedy 13 lutego 1853 zmarła w Wiedniu Anna Sułkowska (pochowana na cmentarzu w Matzleinsdorf), książę podjął decyzję o zawarciu nowego związku ze szwajcarską kochanką – wówczas już brzemienną. Do ślubu doszło 3 czerwca w kościele św. Krzyża w Albany. Z tego małżeństwa przyszło na świat dwanaścioro dzieci. Na kontynencie amerykańskim urodzili się: Taida (1853–1918), Ludwik (1854–1880), Alfred (1855–1913), Aleksander Edward (1856–1929, VIII książę bielski) i Antonina (1858–1910). Po powrocie do Europy, w Szwajcarii przyszli na świat: Stanisław (1862–1940) i Paulina (1863–1889), a w Bielsku księżna urodziła jeszcze: Zygmunta (1864–1865), Gabrielę (1866–1945), bliźnięta Wandę (1868–1930) i Edgara (1868–1954) oraz Wiktora (1870–1945). Po narodzinach ostatniego dziecka, w wyniku powikłań poporodowych, Maria zmarła 5 marca 1870. Została pochowana w krypcie kaplicy zamkowej w Bielsku.
Z Ludwikiem Sułkowskim wiązana jest również Lola Montez, aktorka i tancerka, jedna z głośniejszych kobiecych postaci tamtej epoki. Najprawdopodobniej książę nawiązał z nią romans w latach czterdziestych, o czym mogłyby świadczyć jej późniejsze nadzieje na zawarcie z nim związku małżeńskiego oraz list Ludwika ze stycznia 1858, w którym pisał do przyjaciela z Albany, że jest szczęśliwy w swoim związku z Marią i nie zamierza poślubić Loli. Ostatecznie słynnej damie nie udało się zaszkodzić małżeństwu księcia.